# Reza Hosseini
Reza Hosseini (* 7. März 1989) ist ein iranischer Radrennfahrer.
Hosseini gewann während seiner sportlichen Laufbahn zwei Tagesabschnitte in Etappenrennen des internationalen Radsportkalenders: 2008 eine Etappe der Taftan Tour und 2011 eine Etappe der Milad De Nour Tour, bei der in der Gesamtwertung den fünften Rang belegte. Im Jahr 2016 wurde er Gesamtdritter der Rundfahrt Jelajah Malaysia und Gesamtfünfter der Tour of Fuzhou 2016. Bei den iranischen Meisterschaften gewann er 2018 Silber im Einzelzeitfahren und Bronze im Straßenrennen.

## Erfolge
2008
- eine Etappe Taftan Tour

2011
- eine Etappe Milad De Nour Tour

## Teams
- 2013 Ayandeh Continental Team